# Józef Woźniakowski (major)
Józef Woźniakowski (ur. 4 maja 1890 w Pilczycy, zm. 29 sierpnia 1971 w Warszawie) – major lekarz Wojska Polskiego w II Rzeczypospolitej, kawaler Orderu Virtuti Militari

## Życiorys
Urodził się w rodzinie Stanisława oraz Antoniny z domu Banaszkiewicz. Studiował na Uniwersytecie Moskiewskim na wydziale lekarskim. W 1915 wcielony do armii rosyjskiej.
4 marca 1919 wstąpił w szeregi Armii Polskiej we Francji gen. Józefa Hallera i w stopniu porucznika lekarza służył od 18 kwietnia 1919 w 149 pułku strzelców Kresowych.  W szeregach 49 pułk piechoty walczył podczas wojny polsko-bolszewickiej, a za udział w niej otrzymał Krzyż Srebrny Orderu Virtuti Militari. Od kwietnia 1921 wykonywał obowiązki lekarza w Szpitalu Ujazdowskim.
Po wojnie pozostał w zawodowej służbie wojskowej. Studiował na Uniwersytecie Warszawskim medycynę i 9 grudnia 1922 uzyskał stopień doktora. Pełnił służbę w 21 pułku piechoty, a następnie w latach 1922–1924 w Warszawie w 1 Szpitalu Okręgowym oraz od połowy 1924 w stopniu majora w baonach sanitarnych. Od 28 lutego 1925 w rezerwie. W 1925 studiował w Paryżu, a po powrocie pracował w Szpitalu Ujazdowskim na oddziale wewnętrznym jako ordynator. Uczestniczył w obronie Warszawy podczas walk wrześniowych w 1939. Mieszkał w Warszawie podczas okupacji, a po 1945 był pracownikiem służby zdrowia. Po śmierci został pochowany na cmentarzu Powązkowskim w Warszawie (kwatera 137-5-5).
Był żonaty od 1930 z Elżbietą Walkowską. Byli bezdzietni

## Ordery i odznaczenia
- Krzyż Srebrny Orderu Virtuti Militari (nr 1457)[1]
- Krzyż Walecznych